# كلب أندلسي (فلم)
كلب أندلسي (بالفرنسية: Un Chien Andalou) هو فيلم تجريبي قصير تم عرضه عام 1929 وأخرجه كل من المخرج الإسباني لويس بونويل والفنان التشكيلي سلفادور دالي وهما من رواد المدرسة السريالية في الفن. وهو أول فيلم يخرجه بونويل، وأحد الأعمال القليلة التي أنتجها دالي في الفنون المرئية.

## الإنتاج
تم تمويل الفيلم من قبل والدة بونويل، وتم تصويره في لوهافر وباريس في استوديوهات بيلانكور على مدى 10 أيام في مارس  وهو فيلم أبيض وأسود، 35 مم، فيلم صامت، مدة عرضه 17 دقيقة، رغم أن بعض المصادر تذكر 24 دقيقة، وطول الشريط المادي 430 مترًا.
لسنوات عديدة (ولا تزال)، انتشرت تقارير منشورة وغير منشورة مفادها أن بونويل استخدم عين ماعز ميت،  أو خروف ميت، أو حمار ميت، أو غير ذلك حيوان، في مشهد تقطيع مقلة العين الشهير. ومع ذلك، في مقابلة أجريت معه عام 1975 أو 1976، ادعى بونويل أنه استخدم عين عجل ميت. من خلال استخدام الإضاءة المكثفة وتبييض جلد العجل، حاول بونويل جعل وجه الحيوان المكسو بالفراء يبدو وكأنه جلد بشري.

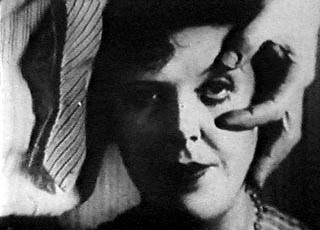
لقطة من الفيلم

## روابط خارجية
- كلب أندلسي على موقع IMDb (الإنجليزية)
- كلب أندلسي على موقع الموسوعة البريطانية (الإنجليزية)
- كلب أندلسي على موقع روتن توميتوز (الإنجليزية)
- كلب أندلسي على موقع نتفليكس (الإنجليزية)
- كلب أندلسي على موقع قاعدة بيانات الأفلام العربية
- كلب أندلسي على موقع ألو سيني (الفرنسية)
- كلب أندلسي على موقع Turner Classic Movies (الإنجليزية)
- كلب أندلسي على موقع أول موفي (الإنجليزية)
- كلب أندلسي على موقع فيلمافينيتي (الإسبانية)
- كلب أندلسي على موقع قاعدة بيانات الأفلام السويدية (السويدية)